# Вуксанович, Любомир
Любомир «Любо» Вуксанович (серб. Љубомир Вуксановић; 1875, Присоя, Андриевица — 1945, Каринтия) — черногорский юрист, председатель Национального административного совета Королевства Черногории, которая была создана Германией в октябре 1943 года на оккупированной немецкими войсками территории Черногории. Также занимал пост министра внутренних дел.

## Биография

### Ранняя жизнь и довоенный период
Любомир Вуксанович родился в деревне Присоя муниципалитета Андриевица в Черногории. После окончания гимназии в Белграде он окончил Белградскую юридическую школу. 
В 1909 году он участвовал в деле Колашина, за которое был предан суду и приговорён к 15 годам лишения свободы. Вуксановичу удалось сбежать из тюрьмы, после чего он вступил в Королевскую сербскую армию, где получил звание сержанта. С 1915 по 1918 год воевал на Салоникском фронте. С 1929 по 1933 год жил в Пече и работал юристом. В 1933 году Вуксанович был назначен уполномоченным правительства по сельскому хозяйству в Скопье. 

### Во время Второй мировой войны
Был лидером белашей. Считал своим врагом черногорского командира четников Павле Дуришича.
После капитуляции Италии в 1943 году Черногория была быстро оккупирована Третьим рейхом. Командующий немецкими войсками назначил Вуксановича председателем Национального административного совета (серб. Народна управа, нем. Nationaler Verwaltungsausschuss) и министром внутренних дел. Совет был учреждён Германией в октябре 1943 года на оккупированной немцами территории Черногории и официально создан 10 ноября.
Поддержал идею создания черногорско-сербской федерации, чтобы «создать прочную основу для процветающего будущего сербов».
После коммунистического вторжения в Черногорию был членом делегации, которая вела переговоры с албанскими антикоммунистическими силами об отступлении черногорского народа и сил в Грецию через Албанию.
Осенью 1944 года Любомир Вуксанович бежал из Черногории с немецкими войсками. Он прибыл в Каринтию с группой своих соотечественников. Погиб, когда поезд, в котором ехал, был разбомблен военно-воздушными силами антигитлеровской коалиции.